# Parròquia de Zante
La Parròquia de Zante (en letó:  Zantes pagasts) és una unitat administrativa del municipi de Kandava, al nord de Letònia. Abans de la reforma territorial administrativa de l'any 2009 pertanyia al raion de Tukuma.

## Pobles, viles i assentaments
- Zante (centre parroquial)
- Jaundziras
- Mazzante
- Plāņi
- Miezāji

## Rius
- Amula
- Vēdzele